# La Tombe (nouvelle)
Pour l’article homonyme, voir La Tombe.
La Tombe est une nouvelle de Guy de Maupassant parue en 1884.

## Historique
Signée Maufrigneuse, La Tombe est une nouvelle publiée dans le quotidien Gil Blas  du 29 juillet 1884.

## Résumé
Dans le cimetière de Béziers, le gardien Vincent surprend un jeune avocat du nom de Courbataille déterrant le cadavre d'une jeune femme ensevelie la veille. Il l’emmène ensuite à la justice.
Un procès a lieu. Les faits sont énoncés et l’on demande à l’accusé de présenter sa défense. Celui-ci décide de raconter son histoire :
Il aimait profondément, non pas d’un amour sensuel ou d’un désir bref, mais d’un véritable et profond amour cette femme. Elle devint sa maîtresse. Un soir qu’ils sortaient, elle prit froid et en mourut. Le jeune homme explique alors ce qu’est pour lui (donc pour Maupassant) la mort, le fait de ne plus jamais revoir la personne aimée. A la fin de son discours, les jurés partent débattre.
Il est déclaré innocent.

## Problématique
Dans La Tombe, Guy de Maupassant s’interroge sur le sens de la mort, mais surtout sur son injustice. Un être aimé meurt et jamais, plus jamais un être pareil existera. La mort, c’est la disparition totale de l’individu, plus jamais il ne renaîtra sur Terre.

## Extraits
Elle a existé vingt ans, pas plus, et elle a disparu pour toujours, pour toujours, pour toujours! Elle pensait, elle souriait, elle m'aimait. Plus rien. Les mouches qui meurent à l'automne sont autant que nous dans la création. Plus rien! Et je pensais que son corps, son corps frais, chaud, si doux, si blanc, si beau, s'en allait en pourriture dans le fond d'une boîte sous la terre. Et son âme, sa pensée, son amour, où?

## Éditions
- 1884 -  La Tombe, dans Gil Blas.
- 1907 -  La Tombe, dans Œuvres complètes de Guy de Maupassant, Paris, Louis Conard.
- 1967 -  La Tombe, dans Misti, recueil de vingt nouvelles de Maupassant, Éditions Albin Michel, Le Livre de poche n° 2156.
- 1979 -  La Tombe, dans Maupassant, Contes et nouvelles, tome II, texte établi et annoté par Louis Forestier, Bibliothèque de la Pléiade, éditions Gallimard.